# Settimana Coppi e Bartali 2021
La 36.ª edición de la competición ciclista Settimana Coppi e Bartali (llamado oficialmente: Settimana Internazionale Coppi e Bartali) fue una carrera de ciclismo en ruta por etapas que se celebró entre el 23 y el 27 de marzo de 2021 en Italia y la ciudad de San Marino, con inicio en la ciudad de Gatteo y final en la ciudad de Forlì, sobre una distancia total de 741,3 kilómetros.
La carrera formó parte del UCI Europe Tour 2021, calendario ciclístico de los Circuitos Continentales UCI, dentro de la categoría 2.1 y fue ganada por el danés Jonas Vingegaard del Jumbo-Visma. Completaron el podio, como segundo y tercer clasificado respectivamente, el también danés Mikkel Honoré del Deceuninck-Quick Step y el australiano Nick Schultz del BikeExchange.

## Equipos participantes
Tomaron parte en la carrera 25 equipos: 9 de categoría UCI WorldTeam invitados por la organización, 7 de categoría UCI ProTeam, 7 de categoría Continental y las selecciones nacionales de Italia y Rusia. Formaron así un pelotón de 170 ciclistas de los que acabaron 88. Los equipos participantes fueron:
| WorldTeams (9)- Astana-Premier Tech - Deceuninck-Quick Step - Ineos Grenadiers - Israel Start-Up Nation - Movistar Team - Team BikeExchange - Team DSM - Jumbo-Visma - Trek-Segafredo ProTeams (7)- Androni Giocattoli-Sidermec - Bardiani CSF Faizanè - Caja Rural-Seguros RGA - Eolo-Kometa - Euskaltel-Euskadi - Gazprom-RusVelo - Vini Zabù Equipos continentales (7)- Beltrami TSA-Tre Colli - General Store Essegibi F.lli Curia - Giotti Victoria-Savini Due - Mg.k Vis VPM - Team Colpack-Ballan - Team Qhubeka - Work Service-Marchiol-Dynatek Equipos nacionales (2)- Italia - Rusia |
| |

## Recorrido
La Settimana Coppi e Bartali dispuso de cinco etapas dividido en una etapa escarpada, una  contrarreloj individual, dos etapas de media montaña, y dos etapas de montaña para un recorrido total de 741,3 kilómetros.
| Etapa       | Fecha     | Recorrido                       | type                     | Distancia (km) | Desnivel (m) | Ganador                | Líder            |
| ----------- | --------- | ------------------------------- | ------------------------ | -------------- | ------------ | ---------------------- | ---------------- |
| 1.ª etapa A | 23 de mar | Gatteo – Gatteo                 | etapa escarpada          | 97,8           | 619 m        | Jakub Mareczko         | Jakub Mareczko   |
| 1.ª etapa B | 23 de mar | Gatteo – Gatteo                 | contrarreloj por equipos | 10,8           | 20 m         | Israel Start-Up Nation | Mark Cavendish   |
| 2.ª etapa   | 24 de mar | Riccione – Sogliano al Rubicone | etapa de montaña         | 163,5          | 3328 m       | Jonas Vingegaard       | Jonas Vingegaard |
| 3.ª etapa   | 25 de mar | Riccione – Riccione             | etapa de montaña         | 139,2          | 3063 m       | Ethan Hayter           | Jonas Vingegaard |
| 4.ª etapa   | 26 de mar | San Marino – San Marino         | etapa de montaña         | 154,8          | 4044 m       | Jonas Vingegaard       | Jonas Vingegaard |
| 5.ª etapa   | 27 de mar | Forlì – Forlì                   | etapa de media montaña   | 166,2          | 2568 m       | Mikkel Honoré          | Jonas Vingegaard |

## Desarrollo de la carrera

### 1.ª etapa A
| Gatteo - Gatteo | etapa escarpada | (97,8 km) |

| \| Clasificación de la etapa \| Clasificación de la etapa \| Clasificación de la etapa \| Clasificación de la etapa \| Clasificación de la etapa \| \| Ciclista \| Ciclista \| Equipo \| Tiempo \| \| \| ------------------------- \| ------------------------- \| ---------------------------------- \| ------------------------- \| ------------------------- \| \| 1.º \| Jakub Mareczko \| Vini Zabù \| 2 h 19 min 05 s \| \| \| 2.º \| Mark Cavendish \| Deceuninck-Quick Step \| + 0 s \| \| \| 3.º \| Marius Mayrhofer \| Team DSM \| + 0 s \| \| \| 4.º \| Luca Coati \| Team Qhubeka \| + 0 s \| \| \| 5.º \| Ethan Hayter \| Ineos Grenadiers \| + 0 s \| \| \| 6.º \| Michael Zecchin \| Work Service-Marchiol-Dynatek \| + 0 s \| \| \| 7.º \| Cristian Rocchetta \| General Store-F.lli Curia-Essegibi \| + 0 s \| \| \| 8.º \| Vincenzo Albanese \| Eolo-Kometa \| + 0 s \| \| \| 9.º \| Damiano Cima \| Gazprom-RusVelo \| + 0 s \| \| \| 10.º \| Mick van Dijke \| Jumbo-Visma \| + 0 s \| \| |                    |                                    |                 |
| |                    |                                    |                 |
| Fuente: ProCyclingStats |                    |                                    |                 |
| Clasificación de la etapa |                    |                                    |                 |
| Ciclista | Ciclista           | Equipo                             | Tiempo          |
| 1.º | Jakub Mareczko     | Vini Zabù                          | 2 h 19 min 05 s |
| 2.º | Mark Cavendish     | Deceuninck-Quick Step              | + 0 s           |
| 3.º | Marius Mayrhofer   | Team DSM                           | + 0 s           |
| 4.º | Luca Coati         | Team Qhubeka                       | + 0 s           |
| 5.º | Ethan Hayter       | Ineos Grenadiers                   | + 0 s           |
| 6.º | Michael Zecchin    | Work Service-Marchiol-Dynatek      | + 0 s           |
| 7.º | Cristian Rocchetta | General Store-F.lli Curia-Essegibi | + 0 s           |
| 8.º | Vincenzo Albanese  | Eolo-Kometa                        | + 0 s           |
| 9.º | Damiano Cima       | Gazprom-RusVelo                    | + 0 s           |
| 10.º | Mick van Dijke     | Jumbo-Visma                        | + 0 s           |

| \| Clasificación general \| Clasificación general \| Clasificación general \| Clasificación general \| Clasificación general \| \| Ciclista \| Ciclista \| Equipo \| Tiempo \| \| \| --------------------- \| --------------------- \| ---------------------------------- \| --------------------- \| --------------------- \| \| 1.º \| Jakub Mareczko \| Vini Zabù \| 2 h 18 min 59 s \| \| \| 2.º \| Mark Cavendish \| Deceuninck-Quick Step \| + 2 s \| \| \| 3.º \| Marius Mayrhofer \| Team DSM \| + 4 s \| \| \| 4.º \| Luca Coati \| Team Qhubeka \| + 6 s \| \| \| 5.º \| Ethan Hayter \| Ineos Grenadiers \| + 6 s \| \| \| 6.º \| Michael Zecchin \| Work Service-Marchiol-Dynatek \| + 6 s \| \| \| 7.º \| Cristian Rocchetta \| General Store-F.lli Curia-Essegibi \| + 6 s \| \| \| 8.º \| Vincenzo Albanese \| Eolo-Kometa \| + 6 s \| \| \| 9.º \| Damiano Cima \| Gazprom-RusVelo \| + 6 s \| \| \| 10.º \| Mick van Dijke \| Jumbo-Visma \| + 6 s \| \| |                    |                                    |                 |
| |                    |                                    |                 |
| Fuente: ProCyclingStats |                    |                                    |                 |
| Clasificación general |                    |                                    |                 |
| Ciclista | Ciclista           | Equipo                             | Tiempo          |
| 1.º | Jakub Mareczko     | Vini Zabù                          | 2 h 18 min 59 s |
| 2.º | Mark Cavendish     | Deceuninck-Quick Step              | + 2 s           |
| 3.º | Marius Mayrhofer   | Team DSM                           | + 4 s           |
| 4.º | Luca Coati         | Team Qhubeka                       | + 6 s           |
| 5.º | Ethan Hayter       | Ineos Grenadiers                   | + 6 s           |
| 6.º | Michael Zecchin    | Work Service-Marchiol-Dynatek      | + 6 s           |
| 7.º | Cristian Rocchetta | General Store-F.lli Curia-Essegibi | + 6 s           |
| 8.º | Vincenzo Albanese  | Eolo-Kometa                        | + 6 s           |
| 9.º | Damiano Cima       | Gazprom-RusVelo                    | + 6 s           |
| 10.º | Mick van Dijke     | Jumbo-Visma                        | + 6 s           |

### 1.ª etapa B
| Gatteo - Gatteo | contrarreloj por equipos | (10,8 km) |

| \| Clasificación de la etapa \| Clasificación de la etapa \| Clasificación de la etapa \| Clasificación de la etapa \| Clasificación de la etapa \| Clasificación de la etapa \| \| Equipo \| Equipo \| Tiempo \| Diferencia \| Promedio \| \| \| ------------------------- \| ------------------------- \| ------------------------- \| ------------------------- \| ------------------------- \| ------------------------- \| \| 1.º \| Israel Start-Up Nation \| 11 min 36 s \| 0 s \| 55.862 km/h \| \| \| 2.º \| Astana-Premier Tech \| 11 min 37 s \| + 1 s \| 55.782 km/h \| \| \| 3.º \| Deceuninck-Quick Step \| 11 min 38 s \| + 2 s \| 55.702 km/h \| \| \| 4.º \| Team BikeExchange \| 11 min 42 s \| + 6 s \| 55.385 km/h \| \| \| 5.º \| Ineos Grenadiers \| 11 min 44 s \| + 8 s \| 55.227 km/h \| \| \| 6.º \| Jumbo-Visma \| 11 min 47 s \| + 11 s \| 54.993 km/h \| \| \| 7.º \| Italia \| 11 min 50 s \| + 14 s \| 54.761 km/h \| \| \| 8.º \| Movistar Team \| 11 min 57 s \| + 21 s \| 54.226 km/h \| \| \| 9.º \| Team Qhubeka \| 11 min 58 s \| + 22 s \| 54.150 km/h \| \| \| 10.º \| Trek-Segafredo \| 11 min 59 s \| + 23 s \| 54.075 km/h \| \| |                        |             |            |             |
| |                        |             |            |             |
| Fuente: ProCyclingStats |                        |             |            |             |
| Clasificación de la etapa |                        |             |            |             |
| Equipo | Equipo                 | Tiempo      | Diferencia | Promedio    |
| 1.º | Israel Start-Up Nation | 11 min 36 s | 0 s        | 55.862 km/h |
| 2.º | Astana-Premier Tech    | 11 min 37 s | + 1 s      | 55.782 km/h |
| 3.º | Deceuninck-Quick Step  | 11 min 38 s | + 2 s      | 55.702 km/h |
| 4.º | Team BikeExchange      | 11 min 42 s | + 6 s      | 55.385 km/h |
| 5.º | Ineos Grenadiers       | 11 min 44 s | + 8 s      | 55.227 km/h |
| 6.º | Jumbo-Visma            | 11 min 47 s | + 11 s     | 54.993 km/h |
| 7.º | Italia                 | 11 min 50 s | + 14 s     | 54.761 km/h |
| 8.º | Movistar Team          | 11 min 57 s | + 21 s     | 54.226 km/h |
| 9.º | Team Qhubeka           | 11 min 58 s | + 22 s     | 54.150 km/h |
| 10.º | Trek-Segafredo         | 11 min 59 s | + 23 s     | 54.075 km/h |

| \| Clasificación general \| Clasificación general \| Clasificación general \| Clasificación general \| Clasificación general \| \| Ciclista \| Ciclista \| Equipo \| Tiempo \| \| \| --------------------- \| --------------------- \| ---------------------- \| --------------------- \| --------------------- \| \| 1.º \| Mark Cavendish \| Deceuninck-Quick Step \| 2 h 30 min 39 s \| \| \| 2.º \| Alex Dowsett \| Israel Start-Up Nation \| + 2 s \| \| \| 3.º \| Ben Hermans \| Israel Start-Up Nation \| + 2 s \| \| \| 4.º \| James Piccoli \| Israel Start-Up Nation \| + 2 s \| \| \| 5.º \| Guy Niv \| Israel Start-Up Nation \| + 2 s \| \| \| 6.º \| Alessandro De Marchi \| Israel Start-Up Nation \| + 2 s \| \| \| 7.º \| Sebastian Berwick \| Israel Start-Up Nation \| + 2 s \| \| \| 8.º \| Gleb Brussenskiy \| Astana-Premier Tech \| + 3 s \| \| \| 9.º \| Javier Romo \| Astana-Premier Tech \| + 3 s \| \| \| 10.º \| Fabio Felline \| Astana-Premier Tech \| + 3 s \| \| |                      |                        |                 |
| |                      |                        |                 |
| Fuente: ProCyclingStats |                      |                        |                 |
| Clasificación general |                      |                        |                 |
| Ciclista | Ciclista             | Equipo                 | Tiempo          |
| 1.º | Mark Cavendish       | Deceuninck-Quick Step  | 2 h 30 min 39 s |
| 2.º | Alex Dowsett         | Israel Start-Up Nation | + 2 s           |
| 3.º | Ben Hermans          | Israel Start-Up Nation | + 2 s           |
| 4.º | James Piccoli        | Israel Start-Up Nation | + 2 s           |
| 5.º | Guy Niv              | Israel Start-Up Nation | + 2 s           |
| 6.º | Alessandro De Marchi | Israel Start-Up Nation | + 2 s           |
| 7.º | Sebastian Berwick    | Israel Start-Up Nation | + 2 s           |
| 8.º | Gleb Brussenskiy     | Astana-Premier Tech    | + 3 s           |
| 9.º | Javier Romo          | Astana-Premier Tech    | + 3 s           |
| 10.º | Fabio Felline        | Astana-Premier Tech    | + 3 s           |

### 2.ª etapa
| Riccione - Sogliano al Rubicone | etapa de montaña | (163,5 km) |

| \| Clasificación de la etapa \| Clasificación de la etapa \| Clasificación de la etapa \| Clasificación de la etapa \| Clasificación de la etapa \| \| Ciclista \| Ciclista \| Equipo \| Tiempo \| \| \| ------------------------- \| ------------------------- \| ------------------------- \| ------------------------- \| ------------------------- \| \| 1.º \| Jonas Vingegaard \| Jumbo-Visma \| 4 h 17 min 43 s \| \| \| 2.º \| Iván Ramiro Sosa \| Ineos Grenadiers \| + 0 s \| \| \| 3.º \| Nick Schultz \| BikeExchange \| + 4 s \| \| \| 4.º \| Ben Hermans \| Israel Start-Up Nation \| + 4 s \| \| \| 5.º \| Ethan Hayter \| Ineos Grenadiers \| + 4 s \| \| \| 6.º \| Mauri Vansevenant \| Deceuninck-Quick Step \| + 10 s \| \| \| 7.º \| Ilan Van Wilder \| Team DSM \| + 10 s \| \| \| 8.º \| Marco Brenner \| Team DSM \| + 10 s \| \| \| 9.º \| Sergio Luis Henao \| Team Qhubeka \| + 10 s \| \| \| 10.º \| Javier Romo \| Astana-Premier Tech \| + 10 s \| \| |                   |                        |                 |
| |                   |                        |                 |
| Fuente: ProCyclingStats |                   |                        |                 |
| Clasificación de la etapa |                   |                        |                 |
| Ciclista | Ciclista          | Equipo                 | Tiempo          |
| 1.º | Jonas Vingegaard  | Jumbo-Visma            | 4 h 17 min 43 s |
| 2.º | Iván Ramiro Sosa  | Ineos Grenadiers       | + 0 s           |
| 3.º | Nick Schultz      | BikeExchange           | + 4 s           |
| 4.º | Ben Hermans       | Israel Start-Up Nation | + 4 s           |
| 5.º | Ethan Hayter      | Ineos Grenadiers       | + 4 s           |
| 6.º | Mauri Vansevenant | Deceuninck-Quick Step  | + 10 s          |
| 7.º | Ilan Van Wilder   | Team DSM               | + 10 s          |
| 8.º | Marco Brenner     | Team DSM               | + 10 s          |
| 9.º | Sergio Luis Henao | Team Qhubeka           | + 10 s          |
| 10.º | Javier Romo       | Astana-Premier Tech    | + 10 s          |

| \| Clasificación general \| Clasificación general \| Clasificación general \| Clasificación general \| Clasificación general \| \| Ciclista \| Ciclista \| Equipo \| Tiempo \| \| \| --------------------- \| --------------------- \| ---------------------- \| --------------------- \| --------------------- \| \| 1.º \| Jonas Vingegaard \| Jumbo-Visma \| 6 h 48 min 25 s \| \| \| 2.º \| Iván Ramiro Sosa \| Ineos Grenadiers \| + 1 s \| \| \| 3.º \| Ben Hermans \| Israel Start-Up Nation \| + 3 s \| \| \| 4.º \| Nick Schultz \| BikeExchange \| + 5 s \| \| \| 5.º \| Javier Romo \| Astana-Premier Tech \| + 10 s \| \| \| 6.º \| Ethan Hayter \| Ineos Grenadiers \| + 11 s \| \| \| 7.º \| Mauri Vansevenant \| Deceuninck-Quick Step \| + 11 s \| \| \| 8.º \| Mikkel Honoré \| Deceuninck-Quick Step \| + 14 s \| \| \| 9.º \| Kevin Colleoni \| BikeExchange \| + 20 s \| \| \| 10.º \| Sergio Luis Henao \| Team Qhubeka \| + 31 s \| \| |                   |                        |                 |
| |                   |                        |                 |
| Fuente: ProCyclingStats |                   |                        |                 |
| Clasificación general |                   |                        |                 |
| Ciclista | Ciclista          | Equipo                 | Tiempo          |
| 1.º | Jonas Vingegaard  | Jumbo-Visma            | 6 h 48 min 25 s |
| 2.º | Iván Ramiro Sosa  | Ineos Grenadiers       | + 1 s           |
| 3.º | Ben Hermans       | Israel Start-Up Nation | + 3 s           |
| 4.º | Nick Schultz      | BikeExchange           | + 5 s           |
| 5.º | Javier Romo       | Astana-Premier Tech    | + 10 s          |
| 6.º | Ethan Hayter      | Ineos Grenadiers       | + 11 s          |
| 7.º | Mauri Vansevenant | Deceuninck-Quick Step  | + 11 s          |
| 8.º | Mikkel Honoré     | Deceuninck-Quick Step  | + 14 s          |
| 9.º | Kevin Colleoni    | BikeExchange           | + 20 s          |
| 10.º | Sergio Luis Henao | Team Qhubeka           | + 31 s          |

### 3.ª etapa
| Riccione - Riccione | etapa de montaña | (139,2 km) |

| \| Clasificación de la etapa \| Clasificación de la etapa \| Clasificación de la etapa \| Clasificación de la etapa \| Clasificación de la etapa \| \| Ciclista \| Ciclista \| Equipo \| Tiempo \| \| \| ------------------------- \| ------------------------- \| --------------------------- \| ------------------------- \| ------------------------- \| \| 1.º \| Ethan Hayter \| Ineos Grenadiers \| 3 h 49 min 21 s \| \| \| 2.º \| Shane Archbold \| Deceuninck-Quick Step \| + 0 s \| \| \| 3.º \| Nick Schultz \| BikeExchange \| + 0 s \| \| \| 4.º \| Jacopo Mosca \| Trek-Segafredo \| + 0 s \| \| \| 5.º \| Natnael Tesfatsion \| Androni Giocattoli-Sidermec \| + 0 s \| \| \| 6.º \| Orluis Aular \| Caja Rural-Seguros RGA \| + 0 s \| \| \| 7.º \| Vincenzo Albanese \| Eolo-Kometa \| + 0 s \| \| \| 8.º \| Davide Gabburo \| Bardiani CSF Faizanè \| + 0 s \| \| \| 9.º \| Christian Scaroni \| Gazprom-RusVelo \| + 0 s \| \| \| 10.º \| Simone Velasco \| Gazprom-RusVelo \| + 0 s \| \| |                    |                             |                 |
| |                    |                             |                 |
| Fuente: ProCyclingStats |                    |                             |                 |
| Clasificación de la etapa |                    |                             |                 |
| Ciclista | Ciclista           | Equipo                      | Tiempo          |
| 1.º | Ethan Hayter       | Ineos Grenadiers            | 3 h 49 min 21 s |
| 2.º | Shane Archbold     | Deceuninck-Quick Step       | + 0 s           |
| 3.º | Nick Schultz       | BikeExchange                | + 0 s           |
| 4.º | Jacopo Mosca       | Trek-Segafredo              | + 0 s           |
| 5.º | Natnael Tesfatsion | Androni Giocattoli-Sidermec | + 0 s           |
| 6.º | Orluis Aular       | Caja Rural-Seguros RGA      | + 0 s           |
| 7.º | Vincenzo Albanese  | Eolo-Kometa                 | + 0 s           |
| 8.º | Davide Gabburo     | Bardiani CSF Faizanè        | + 0 s           |
| 9.º | Christian Scaroni  | Gazprom-RusVelo             | + 0 s           |
| 10.º | Simone Velasco     | Gazprom-RusVelo             | + 0 s           |

| \| Clasificación general \| Clasificación general \| Clasificación general \| Clasificación general \| Clasificación general \| \| Ciclista \| Ciclista \| Equipo \| Tiempo \| \| \| --------------------- \| --------------------- \| ---------------------- \| --------------------- \| --------------------- \| \| 1.º \| Jonas Vingegaard \| Jumbo-Visma \| 10 h 37 min 46 s \| \| \| 2.º \| Ethan Hayter \| Ineos Grenadiers \| + 1 s \| \| \| 3.º \| Nick Schultz \| BikeExchange \| + 1 s \| \| \| 4.º \| Iván Ramiro Sosa \| Ineos Grenadiers \| + 1 s \| \| \| 5.º \| Ben Hermans \| Israel Start-Up Nation \| + 3 s \| \| \| 6.º \| Javier Romo \| Astana-Premier Tech \| + 10 s \| \| \| 7.º \| Mauri Vansevenant \| Deceuninck-Quick Step \| + 11 s \| \| \| 8.º \| Mikkel Honoré \| Deceuninck-Quick Step \| + 14 s \| \| \| 9.º \| Kevin Colleoni \| BikeExchange \| + 20 s \| \| \| 10.º \| Sergio Luis Henao \| Team Qhubeka \| + 31 s \| \| |                   |                        |                  |
| |                   |                        |                  |
| Fuente: ProCyclingStats |                   |                        |                  |
| Clasificación general |                   |                        |                  |
| Ciclista | Ciclista          | Equipo                 | Tiempo           |
| 1.º | Jonas Vingegaard  | Jumbo-Visma            | 10 h 37 min 46 s |
| 2.º | Ethan Hayter      | Ineos Grenadiers       | + 1 s            |
| 3.º | Nick Schultz      | BikeExchange           | + 1 s            |
| 4.º | Iván Ramiro Sosa  | Ineos Grenadiers       | + 1 s            |
| 5.º | Ben Hermans       | Israel Start-Up Nation | + 3 s            |
| 6.º | Javier Romo       | Astana-Premier Tech    | + 10 s           |
| 7.º | Mauri Vansevenant | Deceuninck-Quick Step  | + 11 s           |
| 8.º | Mikkel Honoré     | Deceuninck-Quick Step  | + 14 s           |
| 9.º | Kevin Colleoni    | BikeExchange           | + 20 s           |
| 10.º | Sergio Luis Henao | Team Qhubeka           | + 31 s           |

### 4.ª etapa
| San Marino - San Marino | etapa de montaña | (154,8 km) |

| \| Clasificación de la etapa \| Clasificación de la etapa \| Clasificación de la etapa \| Clasificación de la etapa \| Clasificación de la etapa \| \| Ciclista \| Ciclista \| Equipo \| Tiempo \| \| \| ------------------------- \| ------------------------- \| --------------------------- \| ------------------------- \| ------------------------- \| \| 1.º \| Jonas Vingegaard \| Jumbo-Visma \| 4 h 26 min 37 s \| \| \| 2.º \| Javier Romo \| Astana-Premier Tech \| + 0 s \| \| \| 3.º \| Nick Schultz \| BikeExchange \| + 0 s \| \| \| 4.º \| Ethan Hayter \| Ineos Grenadiers \| + 0 s \| \| \| 5.º \| Mauri Vansevenant \| Deceuninck-Quick Step \| + 0 s \| \| \| 6.º \| Juan Ayuso \| Colpack-Ballan \| + 0 s \| \| \| 7.º \| Ben Hermans \| Israel Start-Up Nation \| + 2 s \| \| \| 8.º \| Natnael Tesfatsion \| Androni Giocattoli-Sidermec \| + 2 s \| \| \| 9.º \| Sergio Luis Henao \| Team Qhubeka \| + 2 s \| \| \| 10.º \| Antonio Tiberi \| Trek-Segafredo \| + 2 s \| \| |                    |                             |                 |
| |                    |                             |                 |
| Fuente: ProCyclingStats |                    |                             |                 |
| Clasificación de la etapa |                    |                             |                 |
| Ciclista | Ciclista           | Equipo                      | Tiempo          |
| 1.º | Jonas Vingegaard   | Jumbo-Visma                 | 4 h 26 min 37 s |
| 2.º | Javier Romo        | Astana-Premier Tech         | + 0 s           |
| 3.º | Nick Schultz       | BikeExchange                | + 0 s           |
| 4.º | Ethan Hayter       | Ineos Grenadiers            | + 0 s           |
| 5.º | Mauri Vansevenant  | Deceuninck-Quick Step       | + 0 s           |
| 6.º | Juan Ayuso         | Colpack-Ballan              | + 0 s           |
| 7.º | Ben Hermans        | Israel Start-Up Nation      | + 2 s           |
| 8.º | Natnael Tesfatsion | Androni Giocattoli-Sidermec | + 2 s           |
| 9.º | Sergio Luis Henao  | Team Qhubeka                | + 2 s           |
| 10.º | Antonio Tiberi     | Trek-Segafredo              | + 2 s           |

| \| Clasificación general \| Clasificación general \| Clasificación general \| Clasificación general \| Clasificación general \| \| Ciclista \| Ciclista \| Equipo \| Tiempo \| \| \| --------------------- \| --------------------- \| ---------------------- \| --------------------- \| --------------------- \| \| 1.º \| Jonas Vingegaard \| Jumbo-Visma \| 15 h 04 min 13 s \| \| \| 2.º \| Nick Schultz \| BikeExchange \| + 7 s \| \| \| 3.º \| Ethan Hayter \| Ineos Grenadiers \| + 11 s \| \| \| 4.º \| Javier Romo \| Astana-Premier Tech \| + 14 s \| \| \| 5.º \| Ben Hermans \| Israel Start-Up Nation \| + 15 s \| \| \| 6.º \| Iván Ramiro Sosa \| Ineos Grenadiers \| + 16 s \| \| \| 7.º \| Mauri Vansevenant \| Deceuninck-Quick Step \| + 21 s \| \| \| 8.º \| Mikkel Honoré \| Deceuninck-Quick Step \| + 26 s \| \| \| 9.º \| Kevin Colleoni \| BikeExchange \| + 39 s \| \| \| 10.º \| Sergio Luis Henao \| Team Qhubeka \| + 43 s \| \| |                   |                        |                  |
| |                   |                        |                  |
| Fuente: ProCyclingStats |                   |                        |                  |
| Clasificación general |                   |                        |                  |
| Ciclista | Ciclista          | Equipo                 | Tiempo           |
| 1.º | Jonas Vingegaard  | Jumbo-Visma            | 15 h 04 min 13 s |
| 2.º | Nick Schultz      | BikeExchange           | + 7 s            |
| 3.º | Ethan Hayter      | Ineos Grenadiers       | + 11 s           |
| 4.º | Javier Romo       | Astana-Premier Tech    | + 14 s           |
| 5.º | Ben Hermans       | Israel Start-Up Nation | + 15 s           |
| 6.º | Iván Ramiro Sosa  | Ineos Grenadiers       | + 16 s           |
| 7.º | Mauri Vansevenant | Deceuninck-Quick Step  | + 21 s           |
| 8.º | Mikkel Honoré     | Deceuninck-Quick Step  | + 26 s           |
| 9.º | Kevin Colleoni    | BikeExchange           | + 39 s           |
| 10.º | Sergio Luis Henao | Team Qhubeka           | + 43 s           |

### 5.ª etapa
| Forlì - Forlì | etapa de media montaña | (166,2 km) |

| \| Clasificación de la etapa \| Clasificación de la etapa \| Clasificación de la etapa \| Clasificación de la etapa \| Clasificación de la etapa \| \| Ciclista \| Ciclista \| Equipo \| Tiempo \| \| \| ------------------------- \| ------------------------- \| ------------------------- \| ------------------------- \| ------------------------- \| \| 1.º \| Mikkel Honoré \| Deceuninck-Quick Step \| 3 h 59 min 40 s \| \| \| 2.º \| Jonas Vingegaard \| Jumbo-Visma \| + 0 s \| \| \| 3.º \| Shane Archbold \| Deceuninck-Quick Step \| + 19 s \| \| \| 4.º \| Ethan Hayter \| Ineos Grenadiers \| + 19 s \| \| \| 5.º \| Juan Ayuso \| Colpack-Ballan \| + 19 s \| \| \| 6.º \| Jonathan Lastra \| Caja Rural-Seguros RGA \| + 19 s \| \| \| 7.º \| Ilan Van Wilder \| Team DSM \| + 19 s \| \| \| 8.º \| Javier Romo \| Astana-Premier Tech \| + 19 s \| \| \| 9.º \| Paul Double \| MG.K Vis VPM \| + 19 s \| \| \| 10.º \| Ben Hermans \| Israel Start-Up Nation \| + 19 s \| \| |                  |                        |                 |
| |                  |                        |                 |
| Fuente: ProCyclingStats |                  |                        |                 |
| Clasificación de la etapa |                  |                        |                 |
| Ciclista | Ciclista         | Equipo                 | Tiempo          |
| 1.º | Mikkel Honoré    | Deceuninck-Quick Step  | 3 h 59 min 40 s |
| 2.º | Jonas Vingegaard | Jumbo-Visma            | + 0 s           |
| 3.º | Shane Archbold   | Deceuninck-Quick Step  | + 19 s          |
| 4.º | Ethan Hayter     | Ineos Grenadiers       | + 19 s          |
| 5.º | Juan Ayuso       | Colpack-Ballan         | + 19 s          |
| 6.º | Jonathan Lastra  | Caja Rural-Seguros RGA | + 19 s          |
| 7.º | Ilan Van Wilder  | Team DSM               | + 19 s          |
| 8.º | Javier Romo      | Astana-Premier Tech    | + 19 s          |
| 9.º | Paul Double      | MG.K Vis VPM           | + 19 s          |
| 10.º | Ben Hermans      | Israel Start-Up Nation | + 19 s          |

## Clasificaciones finales
- Las clasificaciones finalizaron de la siguiente forma:[4]

### Clasificación general
| \| Clasificación general \| Clasificación general \| Clasificación general \| Clasificación general \| Clasificación general \| \| Ciclista \| Ciclista \| Equipo \| Tiempo \| \| \| --------------------- \| ----------------------- \| ---------------------- \| --------------------- \| --------------------- \| \| 1.º \| Jonas Vingegaard \| Jumbo-Visma \| 19 h 03 min 47 s \| \| \| 2.º \| Mikkel Honoré \| Deceuninck-Quick Step \| + 22 s \| \| \| 3.º \| Nick Schultz \| BikeExchange \| + 32 s \| \| \| 4.º \| Ethan Hayter \| Ineos Grenadiers \| + 36 s \| \| \| 5.º \| Javier Romo \| Astana-Premier Tech \| + 39 s \| \| \| 6.º \| Ben Hermans \| Israel Start-Up Nation \| + 40 s \| \| \| 7.º \| Mauri Vansevenant \| Deceuninck-Quick Step \| + 46 s \| \| \| 8.º \| Sergio Luis Henao \| Team Qhubeka \| + 1 min 08 s \| \| \| 9.º \| Amanuel Ghebreigzabhier \| Trek-Segafredo \| + 1 min 14 s \| \| \| 10.º \| Ilan Van Wilder \| Team DSM \| + 1 min 18 s \| \| |                         |                        |                  |
| |                         |                        |                  |
| Fuente: ProCyclingStats |                         |                        |                  |
| Clasificación general |                         |                        |                  |
| Ciclista | Ciclista                | Equipo                 | Tiempo           |
| 1.º | Jonas Vingegaard        | Jumbo-Visma            | 19 h 03 min 47 s |
| 2.º | Mikkel Honoré           | Deceuninck-Quick Step  | + 22 s           |
| 3.º | Nick Schultz            | BikeExchange           | + 32 s           |
| 4.º | Ethan Hayter            | Ineos Grenadiers       | + 36 s           |
| 5.º | Javier Romo             | Astana-Premier Tech    | + 39 s           |
| 6.º | Ben Hermans             | Israel Start-Up Nation | + 40 s           |
| 7.º | Mauri Vansevenant       | Deceuninck-Quick Step  | + 46 s           |
| 8.º | Sergio Luis Henao       | Team Qhubeka           | + 1 min 08 s     |
| 9.º | Amanuel Ghebreigzabhier | Trek-Segafredo         | + 1 min 14 s     |
| 10.º | Ilan Van Wilder         | Team DSM               | + 1 min 18 s     |

### Clasificación de la montaña
| Clasificación de la montaña | Clasificación de la montaña | Clasificación de la montaña | Clasificación de la montaña | Clasificación de la montaña |
| Ciclista                    | Ciclista                    | Equipo                      | Puntos                      |                             |
| --------------------------- | --------------------------- | --------------------------- | --------------------------- | --------------------------- |
| 1.º                         | Alejandro Osorio            | Caja Rural-Seguros RGA      | 32 pts                      |                             |
| 2.º                         | Márton Dina                 | Eolo-Kometa                 | 28 pts                      |                             |
| 3.º                         | Antonio Nibali              | Trek-Segafredo              | 18 pts                      |                             |
| 4.º                         | Edoardo Zardini             | Vini Zabù                   | 12 pts                      |                             |
| 5.º                         | Raffaele Radice             | MG.K Vis VPM                | 11 pts                      |                             |
| 6.º                         | Einer Rubio                 | Movistar Team               | 8 pts                       |                             |
| 7.º                         | Mikkel Honoré               | Deceuninck-Quick Step       | 5 pts                       |                             |
| 8.º                         | Ben Hermans                 | Israel Start-Up Nation      | 5 pts                       |                             |
| 9.º                         | Alessandro Fancellu         | Eolo-Kometa                 | 4 pts                       |                             |
| 10.º                        | Emil Dima                   | Giotti Victoria-Savini Due  | 4 pts                       |                             |

### Clasificación de los puntos
| Clasificación por puntos | Clasificación por puntos | Clasificación por puntos | Clasificación por puntos | Clasificación por puntos |
| Ciclista                 | Ciclista                 | Equipo                   | Puntos                   |                          |
| ------------------------ | ------------------------ | ------------------------ | ------------------------ | ------------------------ |
| 1.º                      | Jonas Vingegaard         | Jumbo-Visma              | 28 pts                   |                          |
| 2.º                      | Ethan Hayter             | Ineos Grenadiers         | 28 pts                   |                          |
| 3.º                      | Nick Schultz             | BikeExchange             | 18 pts                   |                          |
| 4.º                      | Shane Archbold           | Deceuninck-Quick Step    | 14 pts                   |                          |
| 5.º                      | Mikkel Honoré            | Deceuninck-Quick Step    | 10 pts                   |                          |
| 6.º                      | Javier Romo              | Astana-Premier Tech      | 9 pts                    |                          |
| 7.º                      | Mark Cavendish           | Deceuninck-Quick Step    | 8 pts                    |                          |
| 8.º                      | Ben Hermans              | Israel Start-Up Nation   | 7 pts                    |                          |
| 9.º                      | Mauri Vansevenant        | Deceuninck-Quick Step    | 7 pts                    |                          |
| 10.º                     | Juan Ayuso               | Colpack-Ballan           | 7 pts                    |                          |

### Clasificación de los jóvenes
| Clasificación del mejor joven | Clasificación del mejor joven | Clasificación del mejor joven | Clasificación del mejor joven | Clasificación del mejor joven |
| Ciclista                      | Ciclista                      | Equipo                        | Tiempo                        |                               |
| ----------------------------- | ----------------------------- | ----------------------------- | ----------------------------- | ----------------------------- |
| 1.º                           | Ethan Hayter                  | Ineos Grenadiers              | 19 h 04 min 23 s              |                               |
| 2.º                           | Javier Romo                   | Astana-Premier Tech           | + 3 s                         |                               |
| 3.º                           | Mauri Vansevenant             | Deceuninck-Quick Step         | + 10 s                        |                               |
| 4.º                           | Ilan Van Wilder               | Team DSM                      | + 42 s                        |                               |
| 5.º                           | Kevin Colleoni                | BikeExchange                  | + 45 s                        |                               |
| 6.º                           | Natnael Tesfatsion            | Androni Giocattoli-Sidermec   | + 1 min 13 s                  |                               |
| 7.º                           | Alexander Cepeda              | Androni Giocattoli-Sidermec   | + 1 min 13 s                  |                               |
| 8.º                           | Juan Ayuso                    | Colpack-Ballan                | + 1 min 48 s                  |                               |
| 9.º                           | Marco Frigo                   | Italia                        | + 2 min 09 s                  |                               |
| 10.º                          | Antonio Tiberi                | Trek-Segafredo                | + 2 min 57 s                  |                               |

### Clasificación por equipos
| Clasificación por equipos | Clasificación por equipos   | Clasificación por equipos | Clasificación por equipos |
| Equipo                    | Equipo                      | Tiempo                    |                           |
| ------------------------- | --------------------------- | ------------------------- | ------------------------- |
| 1.º                       | Ineos Grenadiers            | 56 h 53 min 19 s          |                           |
| 2.º                       | Androni Giocattoli-Sidermec | + 1 s                     |                           |
| 3.º                       | Team DSM                    | + 28 s                    |                           |
| 4.º                       | Trek-Segafredo              | + 2 min 30 s              |                           |
| 5.º                       | Caja Rural-Seguros RGA      | + 5 min 54 s              |                           |
| 6.º                       | Israel Start-Up Nation      | + 6 min 44 s              |                           |
| 7.º                       | Astana-Premier Tech         | + 8 min 21 s              |                           |
| 8.º                       | Team BikeExchange           | + 11 min 56 s             |                           |
| 9.º                       | Bardiani CSF Faizanè        | + 16 min 46 s             |                           |
| 10.º                      | Deceuninck-Quick Step       | + 21 min 06 s             |                           |

## Evolución de las clasificaciones
| Etapa                   | Vencedor                | Clasificación general | Clasificación de la montaña | Clasificación de los puntos | Clasificación de los jóvenes | Clasificación por equipos |
| ----------------------- | ----------------------- | --------------------- | --------------------------- | --------------------------- | ---------------------------- | ------------------------- |
| 1.ª (A)                 | Jakub Mareczko          | Jakub Mareczko        | Raffaele Radice             | Jakub Mareczko              | Marius Mayrhofer             | Jumbo-Visma               |
| 1.ª (B)                 | Israel Start-Up Nation  | Mark Cavendish        | Raffaele Radice             | Jakub Mareczko              | Sebastian Berwick            | Israel Start-Up Nation    |
| 2.ª                     | Jonas Vingegaard        | Jonas Vingegaard      | Márton Dina                 | Jonas Vingegaard            | Javier Romo                  | INEOS Grenadiers          |
| 3.ª                     | Ethan Hayter            | Jonas Vingegaard      | Márton Dina                 | Ethan Hayter                | Ethan Hayter                 | INEOS Grenadiers          |
| 4.ª                     | Jonas Vingegaard        | Jonas Vingegaard      | Márton Dina                 | Ethan Hayter                | Ethan Hayter                 | INEOS Grenadiers          |
| 5.ª                     | Mikkel Honoré           | Jonas Vingegaard      | Alejandro Osorio            | Jonas Vingegaard            | Ethan Hayter                 | INEOS Grenadiers          |
| Clasificaciones finales | Clasificaciones finales | Jonas Vingegaard      | Alejandro Osorio            | Jonas Vingegaard            | Ethan Hayter                 | INEOS Grenadiers          |

## Ciclistas participantes y posiciones finales
Convenciones:
- AB-N: Abandono en la etapa "N"
- FLT-N: Retiro por arribo fuera del límite de tiempo en la etapa "N"
- NTS-N: No tomó la salida para la etapa "N"
- DES-N: Descalificado o expulsado en la etapa "N"

## UCI World Ranking
La Settimana Coppi e Bartali otorgó puntos para el UCI World Ranking para corredores de los equipos en las categorías UCI WorldTeam, UCI ProTeam y Continental. Las siguientes tablas muestran el baremo de puntuación y los 10 corredores que obtuvieron más puntos:
| Posición              | 1.º | 2.º | 3.º | 4.º | 5.º | 6.º | 7.º | 8.º | 9.º | 10.º | 11.º | 12.º | 13.º-15.º | 16.º-25.º |
| Clasificación general | 125 | 85  | 70  | 60  | 50  | 40  | 35  | 30  | 25  | 20   | 15   | 10   | 5         | 3         |
| Por etapa             | 14  | 5   | 3   |     |     |     |     |     |     |      |      |      |           |           |
| Líder                 | 3   |     |     |     |     |     |     |     |     |      |      |      |           |           |

| Clasificación |                         |                        |         |       |       |       |
| Posición      | Ciclista                | Equipo                 | General | Etapa | Líder | Total |
| ------------- | ----------------------- | ---------------------- | ------- | ----- | ----- | ----- |
| 1.º           | Jonas Vingegaard        | Jumbo-Visma            | 125     | 33    | 9     | 167   |
| 2.º           | Mikkel Honoré           | Deceuninck-Quick Step  | 85      | 14,6  | -     | 99,6  |
| 3.º           | Nick Schultz            | BikeExchange           | 70      | 9     | -     | 79    |
| 4.º           | Ethan Hayter            | INEOS Grenadiers       | 60      | 14    | -     | 74    |
| 5.º           | Javier Romo             | Astana-Premier Tech    | 50      | 5,71  | -     | 55,71 |
| 6.º           | Ben Hermans             | Israel Start-Up Nation | 40      | 2     | -     | 42    |
| 7.º           | Mauri Vansevenant       | Deceuninck-Quick Step  | 35      | 0,6   | -     | 35,6  |
| 8.º           | Sergio Luis Henao       | Qhubeka                | 30      | -     | -     | 30    |
| 9.º           | Amanuel Ghebreigzabhier | Trek-Segafredo         | 25      | -     | -     | 25    |
| 10.º          | Ilan Van Wilder         | DSM                    | 20      | -     | -     | 20    |